# Fabrício Daniel
Fabrício Daniel de Souza (Araraquara, 23 de julho de 1997) é um futebolista brasileiro que atua como ponta-direita. Atualmente joga pela Ferroviária, emprestado pelo Mirassol.

## Carreira

### Antecedentes
Nascido em Araraquara, São Paulo, começou sua carreira nas categorias de base do Palmeirinha em 2012. Depois teve passagem pelo Paulistinha em 2013, seguindo para a Ferroviária em 2014. Foi emprestado ao Noroeste em 2015, onde começou sua carreira profissional.

### Ferroviária
Após o empréstimo ao Noroeste em 2015, Fabrício Daniel retornou à Ferroviária no ano seguinte. Em 2016, integrou o elenco que disputou a Copa São Paulo de Futebol Júnior e disputou também o Campeonato Paulista Sub-20, onde fez 12 gols e despertou a atenção do técnico Antônio Picoli. Fabrício foi promovido ao time principal da Ferroviária e rapidamente adaptou-se ao sistema de jogo ofensivo implantado pelo treinador.
O jogador estreou no dia 2 de setembro, começando como titular e marcando seu primeiro gol pelo clube em uma vitória fora de casa por 3 a 0 sobre a Matonense, pela Copa Paulista.

### Santos
No dia 4 de janeiro de 2017, Fabrício fechou um contrato com o Santos até o fim de 2019, sendo inicialmente alocado para à equipe B.

### Cianorte
Em 1 de março de 2019, Fabrício foi emprestado ao Cianorte até o final da temporada. Sua estreia pelo clube aconteceu no dia 21 de março, entrando como substituto e marcando o seu primeiro e único gol pelo clube em uma vitória por 2 a 1 sobre o Paraná, fora de casa, pelo Campeonato Paranaense.

### Retorno ao Noroeste
Em 2 de dezembro de 2019, após o término do contrato com o Santos, Fabrício Daniel retornou ao Noroeste. Fez sua estreia em 25 de janeiro de 2020, sendo titular em uma vitória fora de casa por 2 a 0 sobre o São Bernardo, pela Série A3 do Campeonato Paulista. Seu primeiro gol na segunda passagem pelo clube aconteceu em 1 de fevereiro, numa vitória fora de casa por 2 a 0 sobre o Rio Preto.
O jogador chegou a ser o artilheiro do time na Série A3 do Paulistão, com seis gols e cinco assistências. Em 3 de junho, Fabrício Daniel anunciou sua saída do Noroeste.

### Cuiabá
Em 18 de junho de 2020, Fabrício Daniel foi contratado pelo Cuiabá, por um contrato até novembro. Estreou pelo clube em 7 de agosto, entrando como substituto em um empate em casa por 0 a 0 com o Brasil de Pelotas, pela Série B de 2020. Com a chegada do atacante Marcinho e do experiente centroavante Elton, o atleta acabaria perdendo mais espaço no elenco.
Em 21 de setembro de 2020, rescindiu seu contrato com o Cuiabá. Pelo clube, Fabrício foi utilizado pelo técnico Marcelo Chamusca em oito partidas, a maioria entrando na parte final do segundo tempo, marcando nenhum gol.

### Mirassol
Em 23 de setembro de 2020, Fabrício foi oficializado pelo Mirassol. Estreou pelo clube em 26 de setembro, saindo do banco e entrando em uma derrota fora de casa por 3 a 1 para a Cabofriense, pela Série D. Marcou seu primeiro gol pelo clube no dia 30 de setembro, em uma goleada em casa por 6 a 0 sobre o Toledo. O jogador foi um dos destaques do clube na temporada, marcando 11 gols e sendo um dos artilheiros da Série D, competição na qual sua equipe sagrou-se campeã no mesmo ano.

### América Mineiro
Em 6 de julho de 2021, o América Mineiro encaminhou a contratação de Fabrício Daniel, por um contrato de empréstimo até o final da temporada. Sua estreia pelo clube aconteceu em 10 de julho, entrando como substituto em uma derrota em casa por 1 a 0 para o Atlético Mineiro, pelo Campeonato Brasileiro. Seus dois primeiros gols pelo clube aconteceram em 29 de agosto, em uma vitória em casa por 2 a 0 sobre o Ceará.

### Retorno ao Mirassol
Após o fim do seu empréstimom, Fabrício Daniel retornou ao Mirassol em 15 de janeiro de 2022. Sua reestreia aconteceu em 27 de janeiro, começando como titular em uma vitória em casa por 3 a 1 sobre o Red Bull Bragantino, pelo Campeonato Paulista, partida onde também marcou seu primeiro gol após o seu retorno.

### Coritiba
Em 22 de março de 2022, foi oficializada a venda de Fabrício Daniel ao Coritiba por R$ 2 milhões, com um contato válido de três temporadas.

## Estilo de jogo
Fabrício Daniel tem facilidade de bater com as duas pernas e é um atacante muito dinâmico e polivalente, participativo. Atua aberto pelas beiradas do campo como um ponteiro e também como centroavante.

## Estatísticas
Atualizadas até 30 de abril de 2023

### Clubes
| Equipe            | Temporada         | Campeonato nacional | Campeonato nacional | Campeonato nacional | Copa nacional[a] | Copa nacional[a] | Copa nacional[a] | Competições continentais[b] | Competições continentais[b] | Competições continentais[b] | Outros torneios[c] | Outros torneios[c] | Outros torneios[c] | Total | Total | Total   |
| Equipe            | Temporada         | Jogos               | Gols                | Assist.             | Jogos            | Gols             | Assist.          | Jogos                       | Gols                        | Assist.                     | Jogos              | Gols               | Assist.            | Jogos | Gols  | Assist. |
| ----------------- | ----------------- | ------------------- | ------------------- | ------------------- | ---------------- | ---------------- | ---------------- | --------------------------- | --------------------------- | --------------------------- | ------------------ | ------------------ | ------------------ | ----- | ----- | ------- |
| Ferroviária       | 2016              | —                   | —                   | —                   | —                | —                | —                | —                           | —                           | —                           | 4                  | 1                  | 0                  | 4     | 1     | 0       |
| Ferroviária       | Total             | 0                   | 0                   | 0                   | 0                | 0                | 0                | 0                           | 0                           | 0                           | 4                  | 1                  | 0                  | 4     | 1     | 0       |
| Santos B          | 2017              | —                   | —                   | —                   | —                | —                | —                | —                           | —                           | —                           | 9                  | 0                  | 0                  | 9     | 0     | 0       |
| Santos B          | 2018              | —                   | —                   | —                   | —                | —                | —                | —                           | —                           | —                           | 8                  | 1                  | 0                  | 8     | 1     | 0       |
| Santos B          | Total             | 0                   | 0                   | 0                   | 0                | 0                | 0                | 0                           | 0                           | 0                           | 17                 | 1                  | 0                  | 17    | 1     | 0       |
| Cianorte          | 2019              | 1                   | 0                   | 0                   | —                | —                | —                | —                           | —                           | —                           | 3                  | 1                  | 0                  | 4     | 1     | 0       |
| Cianorte          | Total             | 1                   | 0                   | 0                   | 0                | 0                | 0                | 0                           | 0                           | 0                           | 3                  | 1                  | 0                  | 4     | 1     | 0       |
| Noroeste          | 2020              | —                   | —                   | —                   | —                | —                | —                | —                           | —                           | —                           | 11                 | 6                  | 0                  | 11    | 6     | 0       |
| Noroeste          | Total             | 0                   | 0                   | 0                   | 0                | 0                | 0                | 0                           | 0                           | 0                           | 11                 | 6                  | 0                  | 11    | 6     | 0       |
| Cuiabá            | 2020              | 8                   | 0                   | 0                   | —                | —                | —                | —                           | —                           | —                           | —                  | —                  | —                  | 8     | 0     | 0       |
| Cuiabá            | Total             | 8                   | 0                   | 0                   | 0                | 0                | 0                | 0                           | 0                           | 0                           | 0                  | 0                  | 0                  | 8     | 0     | 0       |
| Mirassol          | 2020              | 21                  | 11                  | 0                   | —                | —                | —                | —                           | —                           | —                           | —                  | —                  | —                  | 21    | 11    | 0       |
| Mirassol          | 2021              | 3                   | 1                   | 0                   | 1                | 0                | 0                | —                           | —                           | —                           | 13                 | 3                  | 1                  | 17    | 4     | 1       |
| Mirassol          | 2022              | —                   | —                   | —                   | 2                | 1                | 0                | —                           | —                           | —                           | 12                 | 5                  | 0                  | 14    | 6     | 0       |
| Mirassol          | Total             | 24                  | 12                  | 0                   | 3                | 1                | 0                | 0                           | 0                           | 0                           | 25                 | 8                  | 1                  | 52    | 21    | 1       |
| América Mineiro   | 2021              | 22                  | 3                   | 2                   | —                | —                | —                | —                           | —                           | —                           | —                  | —                  | —                  | 22    | 3     | 2       |
| América Mineiro   | Total             | 22                  | 3                   | 2                   | 0                | 0                | 0                | 0                           | 0                           | 0                           | 0                  | 0                  | 0                  | 22    | 3     | 2       |
| Coritiba          | 2022              | 28                  | 3                   | 4                   | —                | —                | —                | —                           | —                           | —                           | —                  | —                  | —                  | 28    | 3     | 4       |
| Coritiba          | 2023              | 0                   | 0                   | 0                   | —                | —                | —                | —                           | —                           | —                           | 7                  | 0                  | 0                  | 7     | 0     | 0       |
| Coritiba          | Total             | 28                  | 3                   | 4                   | 0                | 0                | 0                | 0                           | 0                           | 0                           | 7                  | 0                  | 0                  | 35    | 3     | 4       |
| Sport             | 2023              | 1                   | 0                   | 0                   | 0                | 0                | 0                | —                           | —                           | —                           | —                  | —                  | —                  | 1     | 0     | 0       |
| Sport             | Total             | 1                   | 0                   | 0                   | 0                | 0                | 0                | —                           | —                           | —                           | —                  | —                  | —                  | 1     | 0     | 0       |
| Total na carreira | Total na carreira | 84                  | 18                  | 6                   | 3                | 1                | 0                | 0                           | 0                           | 0                           | 67                 | 17                 | 1                  | 154   | 36    | 7       |

- a. ^ Jogos da Copa do Brasil
- b. ^ Jogos da Copa Libertadores da América
- c. ^ Jogos da Copa Paulista, do Campeonato Paranaense, do Campeonato Paulista - Série A3 e do Campeonato Paulista

## Títulos
Mirassol
- Campeonato Brasileiro - Série D: 2020